# Brydż (Teatr Telewizji)
Brydż – spektakl Teatru Telewizji z cyklu Teatru Sensacji „Kobra” z 1971 roku w reż. Henryka Drygalskiego.

## Opis fabyły
Czwórka kolegów z pracy rozgrywa partię brydża. Gospodarzem spotkania jest doc. Jabczyński. Po wyjściu gości docent zostaje zamordowany, a jego ciało, celem upozorowania samobójstwa powieszone. Prowadząca śledztwo milicja, po żmudnym dochodzeniu odkrywa prawdę – to nie było samobójstwo, lecz zabójstwo i to nie z ręki kolegów malwersantów, obawiających się zdemaskowania ze strony ich szefa Jabczyńskiego. Zabójcą okazuje się być wieloletni współpracownik Jabczyńskiego, również uczestnik spotkania brydżowego – inż. Terlecki, posiadacz fałszywego dyplomu ukończenia politechniki, którego zdemaskował docent.

## Obsada aktorska
- Czesław Byszewski – doc. Jabczyński
- Stanisław Michalik – mgr Holak
- Mariusz Dmochowski – inż. Terlecki
- Ryszard Pietruski – Oleksiewicz
- Jerzy Radwan – por. Madeyski
- Marek Dąbrowski – p.por. Kuchta
- Aleksandra Kuncewicz – Irena
- Barbara Rachwalska – gosposia
- Zygmunt Maciejewski – prof. Łukasiewicz
- Konrad Morawski – dozorca
- Barbara Bargiełowska – sąsiadka
- Iwa Młodnicka – sekretarka
- Henryk Łapiński – milicjant
- Teodor Gendera – szatniarz